# 布鲁塞尔路

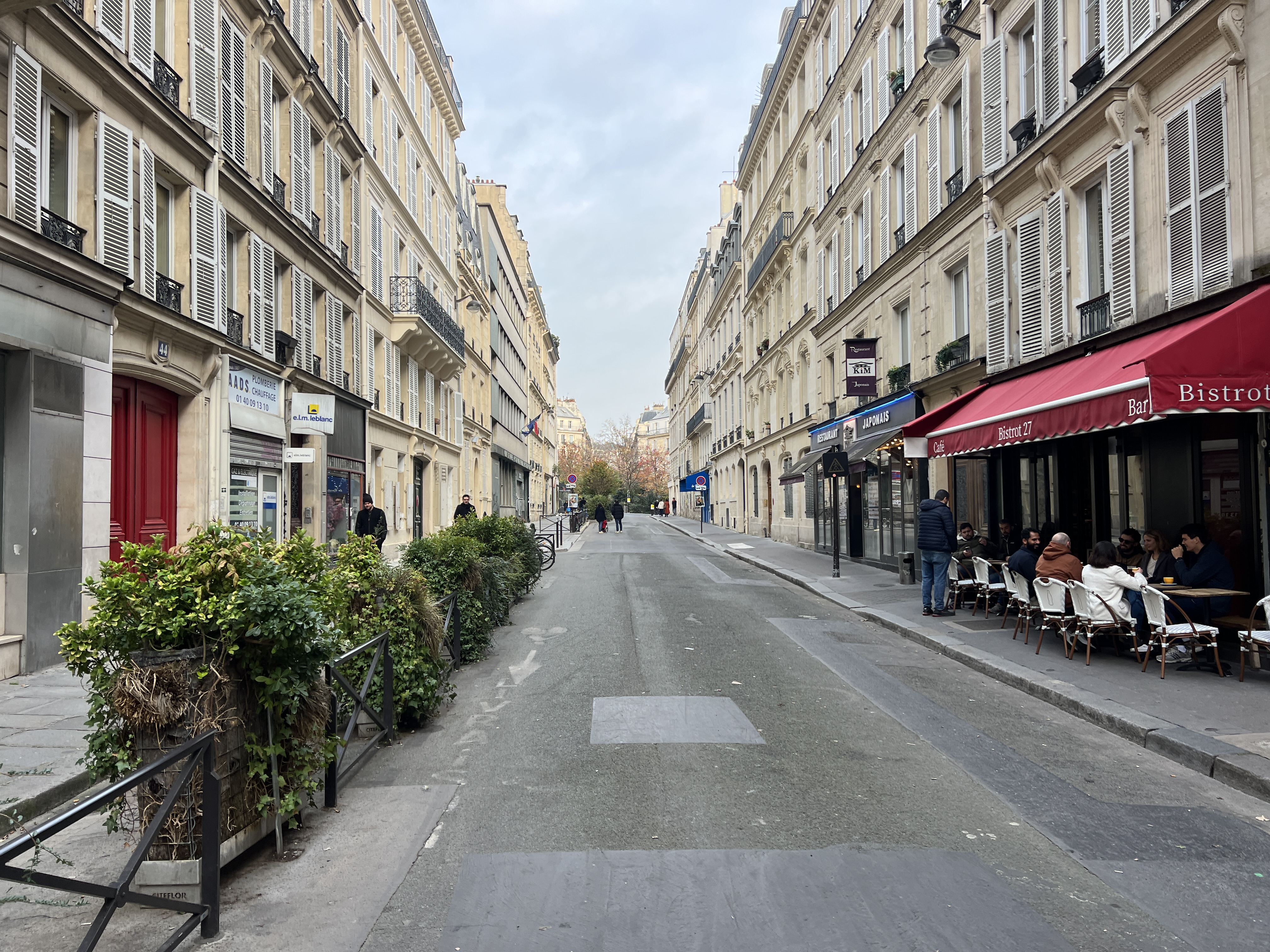
布魯塞爾路（2024年11月）

布鲁塞尔路（Rue de Bruxelles）是巴黎第九区的一条街道。始于place Blanche5号，止于rue de Clichy78号。长320米，宽12米。

## 名称
这条路得名于比利时首都布鲁塞尔。

## 历史
作为欧洲区的一部分，开辟于1844年。

## 建筑
- 15号
- 21-1号 : 左拉故居，1902年9月28日因煤气中毒在此去世。
- 26号[1].